# Pavol Vytykač
Pavol Vytykač (* 30. ledna 1966) je bývalý slovenský fotbalista, útočník. Po skončení aktivní kariéry působí jako trenér mládeže.

## Fotbalová kariéra
Hrál za Tatran Prešov, Bursaspor, DAC Dunajská Streda, Spartak Trnava a Chemlon Humenné. V nejvyšších soutěžích nastoupil ve 165 utkáních a dal 35 gólů. V sezoně 1989/90 se stal nejlepším střelcem I. SNFL se 22 brankami.

## Ligová bilance
| Ročník                                   | Zápasy | Góly | Klub                |
| ---------------------------------------- | ------ | ---- | ------------------- |
| 1. československá fotbalová liga 1983/84 | 2      | 0    | Tatran Prešov       |
| 1. československá fotbalová liga 1984/85 | 24     | 1    | Tatran Prešov       |
| 1. československá fotbalová liga 1985/86 | 14     | 1    | Tatran Prešov       |
| 1. československá fotbalová liga 1986/87 | 30     | 4    | Tatran Prešov       |
| 1. československá fotbalová liga 1990/91 | 29     | 14   | Tatran Prešov       |
| Süper Lig 1991/92                        | 11     | 3    | Bursaspor           |
| 1. československá fotbalová liga 1991/92 | 5      | 3    | Tatran Prešov       |
| 1. československá fotbalová liga 1992/93 | 19     | 5    | Tatran Prešov       |
| Corgoň liga 1993/94                      | 7      | 2    | DAC Dunajská Streda |
| Corgoň liga 1993/94                      | 9      | 0    | Tatran Prešov       |
| Corgoň liga 1993/94                      | 3      | 0    | Spartak Trnava      |
| Corgoň liga 1994/95                      | 13     | 2    | DAC Dunajská Streda |
| Corgoň liga 1995/96                      | 2      | 0    | FC Chemlon Humenné  |
| CELKEM                                   | 165    | 35   |                     |